# Hyalascus hodgsoni
Hyalascus hodgsoni är en svampdjursart som beskrevs av James Barrie Kirkpatrick 1907. Hyalascus hodgsoni ingår i släktet Hyalascus och familjen Rossellidae. Inga underarter finns listade i Catalogue of Life.